# Dan Simmons
Dan Simmons (* 4. dubna 1948, Peoria, Illinois) je americký spisovatel science fiction a hororu známý zejména svým románem Hyperion a jeho pokračováními Pád Hyperionu, Endymion a Vzestup Endymionu. Od konce 90. let napsal také několik mainstreamových a detektivních románů.
Roku 1971 dostudoval angličtinu na univerzitě v St. Louis, poté 18 let vyučoval na základních školách, poslední čtyři roky se věnoval zvláště nadaným dětem. Spisovatelem na plný úvazek je od roku 1987, první práce (povídka Řeka Styx teče proti proudu) mu byla otištěna 15. února 1982 – v den, kdy se mu narodila dcera Jane. S ní a svou ženou Kathryn žije v Longmontu ve státě Colorado.

## Dílo

### Kantos Hyperionu
- Hyperion, Laser-books, 1996, 1998, 2002, ISBN 80-7193-016-4, (Hyperion, 1989)
- Pád Hyperionu, Laser-books, 1997, ISBN 80-7193-022-9, (Fall of Hyperion, 1990)
- Endymion, Perseus, 1998, ISBN 80-86030-45-8, (Endymion, 1996) — Překlad byl hodnocen jako velmi špatný.[zdroj?]
- Vzestup Endymionu, Perseus, 1999, ISBN 80-86030-72-5 + ISBN 80-86030-73-3, (The Rise of Endymion, 1997) — český vydavatel rozdělil román na dva svazky. Překlad byl hodnocen jako velmi špatný.[zdroj?]

### Ílion
- Ílion, Laser-books, 2005, ISBN 80-7193-198-5, (Ilium, 2003) – český překlad Petr Kotrle
- Olympos, Laser-books, 2007, ISBN 978-80-7193-242-0, (Olympos, 2005)

### Joe Kurtz
- Krutá hra, BB/Art, 2009, ISBN 978-80-7381-494-6 (Hardcase, 2001)
- Kruté mrazy, BB/Art, 2009, ISBN 978-80-7381-620-9 (Hard Freeze, 2002)
- Krutý osud, BB/Art, 2010, ISBN 978-80-7381-733-6 (Hard as Nails, 2003)

### Další romány
- Píseň Kálí, Perseus, 1998, ISBN 80-86030-33-4, (Song of Kali, 1985)
- Fáze gravitace, Plejáda, 2012, ISBN 978-80-7463-012-5, (Phases of Gravity, 1989)
- Hladové hry, Laser-books, 2010, (román taktéž vyšel pod názvem "Doba mrchožroutů" ve třech svazcích s podtituly Zahájení, Střední hra, Koncovka).
- Entropie o půlnoci (Entropy's Bed at Midnight, 1990)
- Černé léto, Perseus, 1999, ISBN 80-86030-86-5 + ISBN 80-86030-89-X, (Summer of Night, 1991) – český vydavatel rozdělil román na dva svazky.
- Pustá duše, Mystery Press, 2019, ISBN 978-80-7588-100-7, (The Hollow Man, 1992)
- Děti noci, Perseus, 2001, ISBN 80-86481-05-0, (Children of the Night, 1992)
- Ohně z ráje, Plejáda, 2011, ISBN 978-80-87374-75-7, (Fires of Eden, 1994)
- Továrna křiváků, Plejáda, 2011, ISBN 978-80-7463-019-4, (The Crook Factory, 1999)
- Darwin's Blade, 2000
- Zimní přízrak, Dobrovský, 2019, ISBN 978-80-7585-017-1, (A Winter Haunting, 2002)
- Terror, BB art, 2007, ISBN 978-80-7381-214-0, (The Terror, 2007)
- Drood, Plejáda, 2009, ISBN 978-80-904369-8-5, (Drood, 2009)
- Black Hills, Plejáda, 2010, ISBN 978-80-87374-31-3, (Black Hills, 2010)
- Flashback, Plejáda, 2011, ISBN 978-80-87374-89-4, (Flashback, 2011)
- The Abominable, 2013
- Páté srdce, Mystery Press, 2016, ISBN 978-80-88096-43-6, (The Fifth Heart, 2015)
- Omega Canyon, 2020

### Sbírky
- Modlitby ke zlomeným kamenům, Perseus, 1997, ISBN 80-86030-26-1, (Prayers to Broken Stones, 1989) – Překlad byl hodnocen jako velmi špatný. Obsahuje povídky:
  - Řeka Styx teče proti proudu (The River Styx Runs Upstream, 1982)
  - Oči, do kterých se neodvážím podívat (Eyes I Dare Not Meet in Dreams, 1982)
  - Vanni Fucci je živ a zdráv a žije v pekle
  - Vzpomínání na Siri (Remembering Siri, 1983)
  - Metastáze (Metastasis)
  - E-lístek do Vietnamu (E-Ticket to 'Namland)
  - Iversonovy díry (Iverson's Pits)
  - Oholit, ostříhat, dvakrát kousnout (Shave and a Haircut, Two Bites)
  - Smrt Kentaura (The Death of the Centaur)
  - Doba mrchožroutů (Carrion Comfort, 1983)
  - Z českého vydání byly vynechány povídky Two Minutes Forty-Five Seconds, The Offering a veškeré autorovy komentáře
- Láskosmrt, Perseus, 2000, ISBN 80-86030-97-0, (LoveDeath, 1993). Obsahuje mj.
  - Umírání v Bangkoku (Death in Bangkok)
  - a další
- Dost světů a čas, Laser-books, 2007, ISBN 978-80-7193-228-4, (Worlds Enough and Time, 2001)

#### Další povídky a novely
Neúplný seznam
- Sirotci ze Šroubovice (Orphans of the Helix)
- Lov na Kelly Dahlovou (Looking for Kelly Dahl)
- This Year's Class Picture
- All Dracula's Children

### Ocenění
- Cena Hugo
  - 1990 – román – Hyperion
- World Fantasy Award
  - 1985 – román – Píseň Kálí
  - 1993 – povídka – This Year's Class Picture
- Cena Brama Stokera
  - 1990 – román – Doba mrchožroutů
  - 1992 – sbírka – Modlitby ke zlomeným kamenům
  - 1993 – povídka – This Year's Class Picture
  - 1994 – noveleta – Umírání v Bangkoku
- Cena Locus
  - 1990 – hororový román – Doba mrchožroutů
  - 1990 – sf román – Hyperion
  - 1991 – noveleta – Entropy's Bed at Midnight
  - 1991 – sf román – Pád Hyperionu
  - 1992 – noveleta – All Dracula's Children
  - 1992 – hororový román – Černé léto
  - 1993 – hororový román – Děti noci
  - 1994 – noveleta – Umírání v Bangkoku
  - 1994 – hororový román – Fires of Eden
  - 1998 – román – Vzestup Endymionu
  - 2000 – román – Sirotci ze šroubovice
  - 2004 – román – Ílion
- British Fantasy Award
  - 1990 – román – Doba mrchožroutů
- British SF Award
  - 1992 – román – Pád Hyperionu